# Pycnoclavella arenosa
Pycnoclavella arenosa is een zakpijpensoort uit de familie van de Clavelinidae. De wetenschappelijke naam van de soort is, als Oxycorynia arenosa, voor het eerst geldig gepubliceerd in 1972 door Kott.